# San Bartolomé Perulapía
San Bartolomé Perulapía é um município do departamento de Cuscatlán, em El Salvador. Sua população estimada em 2007 era de 8 058 habitantes.